# جونگ یون-هو
جونگ یون-هو (کره‌ای: 정윤호؛ زادۀ ۲۳ مارس ۱۹۹۹) همچنین با نام هنری یون‌هو شناخته می‌شود، خواننده و بازیگر اهل کره جنوبی است. او یکی از اعضای گروه پسرانۀ ایتیز است. وی در مجموعه تلویزیونی تقلید (۲۰۲۱) در نقش لی یو-جین، عضو اصلی گروه اسپارکلینگ بود.